# Carcatiocerta
Carcatiocerta (em latim: Carcathiocerta; em grego: Καρκαθιόκερτα; romaniz.: Karkathiókerta) foi uma das principais cidades e capital do Reino de Sofena, um reino armeno-iraniano fundado por um dos ramos da dinastia orôntida. Especula-se que seu fundador (ctistes) foi o rei Arcátias (século II a.C.). Sua localização precisa é motivo de debate e várias prováveis localizações foram sugeridas, com Eil sendo a opção mais provável.

## Nome
Estrabão (Geografia 11.14.2) fornece o nome da cidade como Carcatiocerta (Καρκαθιόκερτα, Karkathiókerta). Estêvão de Bizâncio menciona Arcesicerta (Αρκεσίκερτα, Arkesíkerta) e Arcesicerata (Αρκεσικέρατα, Arkesikérata), enquanto Plínio, o Velho fala em Argiaticerta (Arg(i)athicerta), e eles são pensados como variantes do nome da cidade. Ptolemeu referiu-se a ela como Artagigarta (em grego: Αρταγίγαρτα). Outros nomes tardios comumente relacionada a ela são Baras (Βάρας, Báras), Basileom Fruriom (Βασιλέων Φρουρίων, Basiléōn Phrouríōn), Ingila (Ίγγιλα) e Endielão (Ενδιήλων).

## História

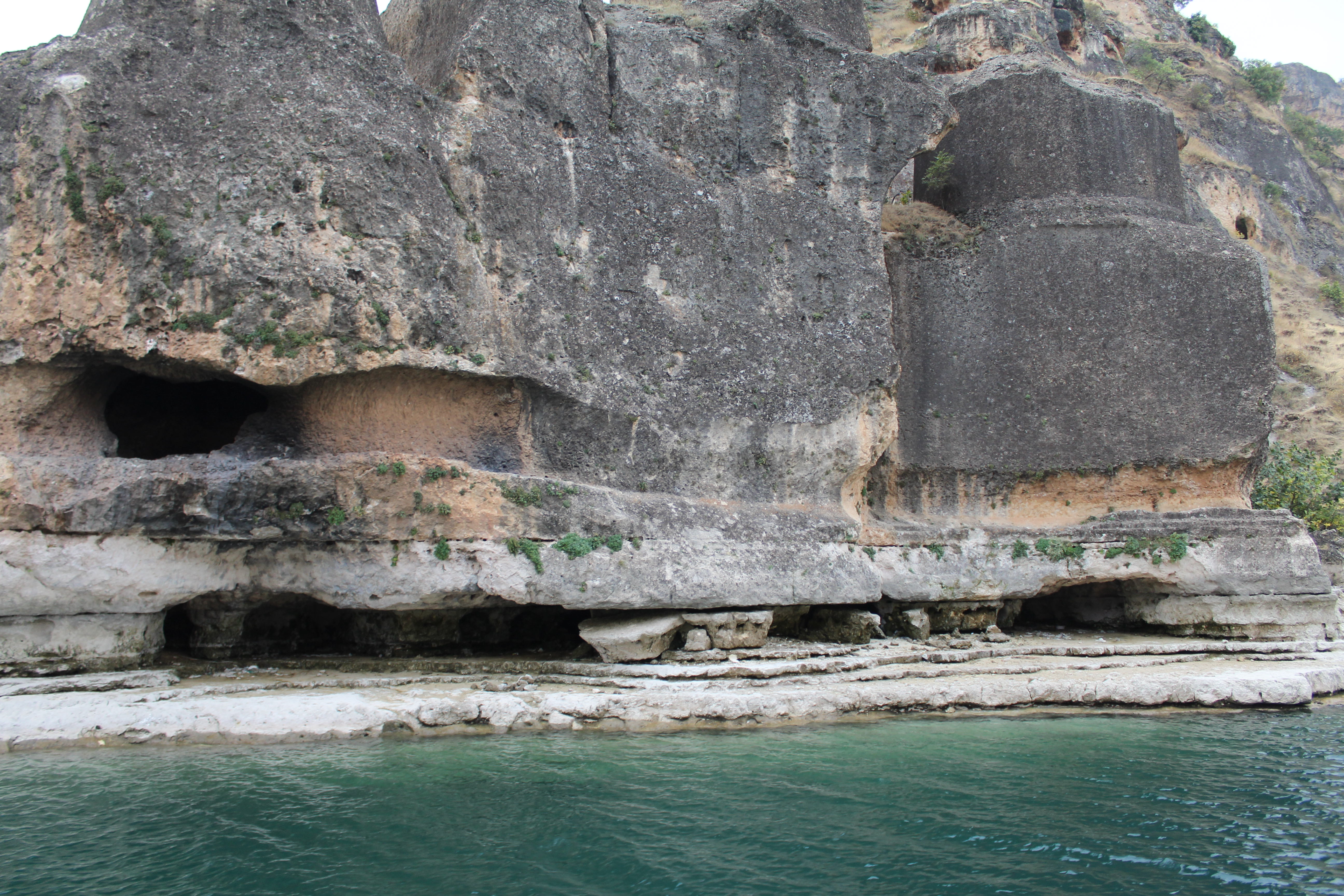
Túmulos escavados na rocha em Eil

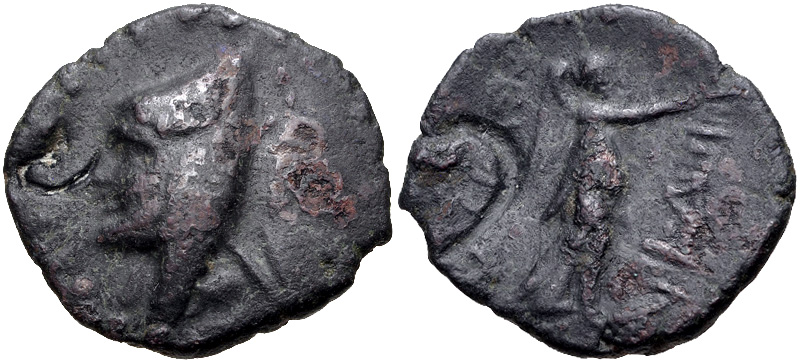
Tetradracma de Arcátias, possível fundador de Carcatiocerta

Carcatiocerta localizava-se próximo ao rio Tigre, como informado por Estrabão. Sua localização exata é motivo de debate, com várias propostas sendo apresentadas. Dentre as possíveis candidatas estão as cidades de Martirópolis (atual Silvã) ou Amida (atual Diarbaquir), o forte de Carpute (atual Elaze) e a vila moderna de Eil, que está localizada a nordeste de um sítio antigo. É amplamente aceito que Eil é a opção mais provável, haja vista sua localização privilegiada, o fato de já ter pertencido aos territórios de Sofena, a presença de cultura material pertencente aos períodos assírio, helenístico e bizantino, que reforça sua ocupação ininterrupta, e grandes tumbas escavadas na rocha. Os vestígios arqueológicos situados próximos a Eil estão sob risco de serem inundados pela proximidade com a represa de Dijele. Ainda estão visíveis uma cidadela fortificada com elementos associados escavados na rocha, uma necrópole real e um túnel que originalmente ligava a cidadela à cidade baixa. Josef Markwart informou que havia na cidadela local um relevo do rei assírio acompanhado de uma inscrição cuneiforme, mas ambos estão atualmente perdidos.
Na Idade do Bronze, existia uma cidade na região, referida nos registros hititas do século XIV a.C. como Ingalaua (em hitita: 𒅔𒃲𒀀𒉿; romaniz.: Ingalawa). Nina G. Garsoïan sugeriu que sua refundação como Carcatiocerta deve ter ocorrido em meados do século III a.C.. Por sua vez, Michał Marciak propôs que isso ocorreu em meados do século II a.C. e que seu fundador (ctistes) foi Arcátias, o rei orôntida do Reino de Sofena, cuja existência é atestada a partir de sua cunhagem. Para reforçar sua teoria, propôs corrigir o nome apresentado por Estrabão para *Arcatiocerta, "feita por Arcátias". Estêvão de Bizâncio comenta que Arcesicerta foi momentaneamente renomeada para Epifaneia (Επιφάνεια, Epiphaneia). Marciak sugeriu que a refundação, estritamente simbólica, honrou o rei selêucida Antíoco IV (r. 175–164 a.C.), a quem Zariadres de Sofena (r. 200–188/63 a.C.) pode ter se submetido. Em Carcatiocerta, havia um templo dedicado a Angle ou Torque, o deus do submundo do paganismo armênio equivalente ao Nergal mesopotâmico e divindade patrona da linhagem orôntida de Sofena.

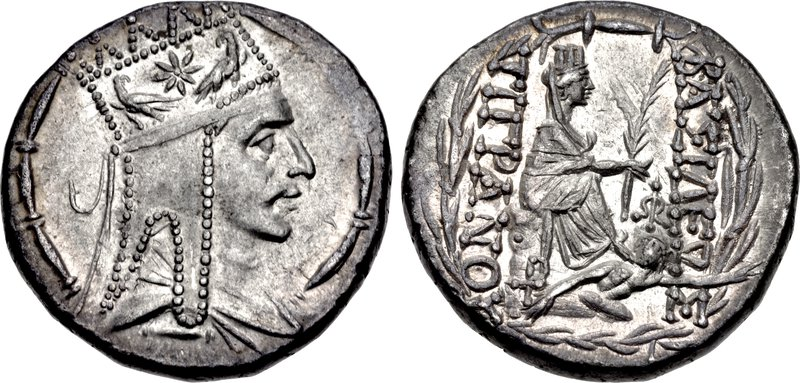
Tetradracma de Tigranes, o Grande, o conquistador de Sofena

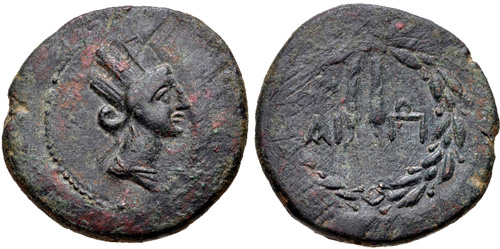
Calco de Artagigarta

Desde quando Sofena foi anexada ao Reino da Armênia por Tigranes, o Grande (r. 95–55 a.C.), Carcatiocerta deve ter servido como uma fortaleza regional relevante aos interesses dos artaxíadas e seus sucessores arsácidas. Sabe-se, por conseguinte, que no período artaxíada, Carcatiocerta (agora já referida como Artagigarta), possuía uma casa da moeda, como confirmado por alguns exemplares de sua cunhagem datada do reinado de Artavasdes II (r. 55–34 a.C.). Na tradição histórica armênia preservada em Fausto, o Bizantino (século IV), suas tumbas reais, pertencentes à dinastia orôntida de Sofena, foram erroneamente associadas aos arsácidas. Matthew Canepa interpretou que a associação aos arsácidas, na verdade, pretendia reforçar a antiguidade dessas estruturas, pois Fausto estava consciente de que a necrópole arsácida localizava-se em outro local, ou seja, em Ani de Daranália. A preservação desses túmulos pelos artaxíadas e arsácidas, com seus vastos tesouros, legitimava a posição deles como sucessores dos orôntidas.
No período arsácida, a cidade era chamada Angle / Anguel (em armênio: Անգղ / Անգեղ; romaniz.: Angł / Angeł), cujo nome está associado ao deus local e melhor consoa com seu antecessor hitita. Sua grafia armênia daria origens aos nomes gregos Ingila (Ίγγιλα; Ingila), que consta como uma diocese titular da Igreja Católica, e Endielão (Ενδιήλων, Endiḗlon), que foi registrado por Procópio de Cesareia. Nessa altura, era a principal cidade e sede do distrito de Ingilena, um dos territórios que compunham a província de Sofena. No contexto da conversão da Armênia por Gregório, o Iluminador (início do século IV), Angle não aparece como um dos locais nos quais o clérigo fez uma missão missionária, o que implica que o templo local ao deus Angle havia sido descontinuado ou era de menor relevância, mas é possível que o culto real ainda ocorria.

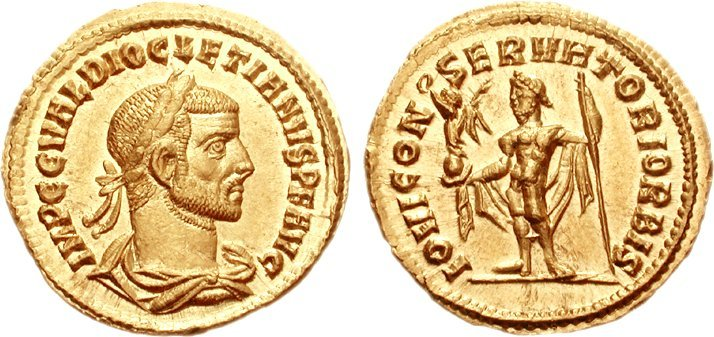
Áureo de Diocleciano r.

Embora o distrito de Ingilena fosse governado por sua própria família principesca, cujas origens remontam à linhagem orôntida de Sofena, as fontes armênias descrevem Angle como uma fortaleza real dos reis da Armênia onde seus tesouros eram guardados. O grão-camareiro (hair) era responsável por administrar a fortaleza e a riqueza dentro dela. De acordo com Cyril Toumanoff, era provavelmente a fortaleza central de um dos quatro vitaxas da Armênia, que eram nobres de alto escalão encarregados de defender as regiões fronteiriças do reino. Desde 298, pelos termos da Paz de Nísibis selada pelo Império Romano e o Império Sassânida, vários territórios armênios foram incorporados pelos romanos, com suas famílias locais jurando lealdade ao imperador Diocleciano (r. 284–305) e seus sucessores. Ingilena esteve entre esses domínios principescos, mas Angle manteve-se como propriedade da coroa arsácida. Nessa reorganização, o grão-camareiro, também investido como governador (osticano), tinha a incumbência de administrar Angle e as demais porções do território armênio retidos nessa região.